# Caroline Wijk
Caroline Wijk, född Dickson den 17 oktober 1846 i London, död 28 februari 1918, var en svensk filantrop, donator och mecenat. Hon var en betydande donator och mecenat i Göteborgs sociala, kulturella och vetenskapliga liv.

## Biografi

### Bakgrund, äktenskap
Caroline Wijk var dotter till affärsmannen, politikern och mecenaten James Dickson och hans hustru Eleonore. Familjen bodde på egendomen Överås i Örgryte socken, som fadern låtit uppföra vid 1860-talets början, då ännu inte inkorporerad i Göteborg.
Efter privatundervisning i hemmet gifte hon sig år 1870 med Olof Wijk d.y. av göteborgssläkten Wijk, som var affärsman, kommunal- och riksdagspolitiker, talman i andra kammaren, mecenat och donator. Makarna fick tre barn: Olof, Hjalmar och Eleonora.

### Tidigt mecenatskap
Faderns sociala och kulturella engagemang, bland annat som mecenat för konstnärer och vetenskapsmän, kan senare ha inspirerat dottern, liksom även hennes syster Beatrice Dickson, som tillsammans med modern ägnade sig åt nykterhetsverksamhet. James Dickson efterlämnade vid sin död 1885 drygt 7 miljoner kronor. Caroline Wijk kom därför tillsammans med sin man, som även han var mycket välbeställd, att förfoga över en betydande förmögenhet. Caroline Wijk delade sin tid mellan hemmen vid Lilla Torget 1 i Göteborg och Stockholm, där Olof Wijk ofta vistades. Deras hem, med en stor konstsamling, var känt för omfattande gästfri representation. Där samlades politiker, konstnärer, vetenskapsmän och kulturpersonligheter.
Makarna var, likt Caroline Wijks far, mecenater för mindre bemedlade på skilda områden, bland annat unga konstnärer. De donerade 330 000 kronor till Kristliga föreningen av unga män (KFUM) och Kristliga föreningen av unga kvinnor (KFUK) och dessas verksamhet i Göteborg, som grundats år 1888. För verksamheten uppfördes ett hus vid Parkgatan i Göteborg 1896–1898. År 1896 gavs 100 000 kronor till Göteborgs högskola till minne av den nyss avlidne sonen Olof.

### 1900-talet
År 1901 donerade Caroline Wijk ytterligare 150 000 kronor till Göteborgs högskola, som hennes nyligen avlidne make avsett att donera till minne av sonen Olof Olofssons Wijk. Donationerna kom dock att öka väsentligt efter makens död. I huset vid Lilla Torget bodde även sonen Hjalmar. Tillsammans intresserade de sig för att stödja olika projekt.
År 1911 överlämnade Caroline Wijk ett gåvobrev till Göteborgs stad rörande en fastighet vid Jungmansgatan 37 samt 15 000 kronor för dess underhåll. Där skulle inrättas ett hem för änkemän med små barn. Enligt Caroline Wijk behövde änkemän stöd för att hålla ihop sina hem. Huset bestod av 23 lägenheter och en barnkrubba. Familjerna skulle även kunna få hjälp med matlagning och städning. Det var alltså en tidig variant av ett kollektivhus.
År 1915 ordnade Caroline Wijk ett arrende vid nuvarande Vasa Kyrkogata i Göteborg för uppförande av ett sjuksköterskehem. Hon önskade bereda sjuksköterskor i Göteborg, som ofta arbetade och var inneboende i privata hem, ”ett gott hem, där de under sin ansträngande och slitande yrkesutövning kunde komma i åtnjutande av väl behövligt lugn och trevnad”. Hemmet skulle sedan hyras ut till Fredrika-Bremer-Förbundets sjuksköterskebyrå i Göteborg. Huset uppfördes 1916–1919 efter ritning av arkitekt Ernst Torulf. Som mest bodde där ett 30-tal sjuksköterskor. Deras hyra var från början 175 kronor i månaden. Mat, tvätt och städning ingick. I ett vackert samlingsrum kunde de umgås och koppla av. Fyra rum reserverades för åldriga ”hemmets sköterskor”. Eventuellt överskott skulle avlöna Caritassystrar, som skötte obemedlade. Stiftelsen Caroline Wijks Sjuksköterskehem bildades 1919.
År 1916 gjorde Caroline Wijk flera stora donationer. 700 000 kronor gavs i bidrag till uppförande av ett nytt konserthus i Göteborg till minne av sonen Olof. Makarna Wijk hade tidigare medverkat till ett provisoriskt konserthus i trä vid Heden i staden, vilket brann ner 1928. Det nya konserthuset skulle byggas vid Götaplatsen och omfatta två konsertsalar, en större och en mindre, och fick även upplåtas för kongresser, möten, välgörenhetstillställningar med mera såvida de var ”med konserthusets värdighet förenliga”. Konserthuset ritades av arkitekten Nils Einar Eriksson och invigdes år 1935.
Skulpturen Vingarna av Carl Milles donerades till Göteborgs stad av Caroline Wijk år 1916. Den stod först vid Bastionsplatsen men flyttades på 1940-talet till Götaplatsen.
År 1916 testamenterades en miljon kronor till staden Göteborg att utgöra ”Olof och Caroline Wijks fond” under stadens förvaltning. Avkastningen skulle gå till förmån för Göteborgs samhälle till allmännyttiga kulturella eller välgörande ändamål, till exempel goda och sunda bostäder till skälig hyra för mindre bemedlade, till lantvistelse för vila och vederkvickelse och till understödjande av redan befintliga inrättningar, som tjänade det övergripande syftet. Därtill utökade hon fonden med ytterligare en donation på 700 000 kronor, vars avkastning, förutom livräntor till donators dotterbarn, kunde läggas samman med den förra donationen.

### Sista år och eftermäle
Caroline Wijk avled år 1918 och är begravd på Östra kyrkogården i Göteborg.
Vid Caroline Wijks död hyllades hon av Göteborgs stadsfullmäktiges ordförande Axel Carlander, som berättade om hennes blygsamma svar när man bad om hennes bistånd i någon samhällsangelägenhet: ”Jag är så tacksam, att jag får vara med och hjälpa till med detta”.